# Bjørge Lillelien
Bjørge Lillelien (29 marzo 1927 – 26 ottobre 1987) è stato un giornalista norvegese.
Commentatore per la Norsk rikskringkasting (NRK) dal 1957 fino alla sua morte per cancro nel 1987, si occupò di diverse discipline, prevalentemente però di calcio e sport invernali.

## Carriera
Nel 1948, si iscrisse all'Università Northwestern per studiare giornalismo. Dopo essere tornato in Norvegia per svolgere il servizio militare, ottenne un posto al giornale Fremtiden. Ma non lo mantenne a lungo, perché iniziò a lavorare per la televisione. Nel 1963 iniziò la lunga relazione professionale con Håkon Brusveen e durerà per tutta la carriera di Lillelien.

### Il commento di Norvegia - Inghilterra
Lillelien è ricordato per aver commentato l'incontro di calcio tra Norvegia e Inghilterra disputatosi il 9 settembre 1981 a Oslo e valido per le qualificazioni al campionato mondiale 1982. La selezione scandinava s'impose per 2-1. Al termine della sfida, disse, mischiando la lingua norvegese con quella inglese:
(Bjørge Lillelien.)
(Bjørge Lillelien.)
La Norvegia fallì poi la qualificazione alla fase finale della competizione, al contrario dell'Inghilterra. Nel 2012, la commissione scandinava decise di proporre questa radiocronaca come patrimonio dell'umanità.